# Isoproturon
L’isoproturon est un pesticide, et plus exactement, un herbicide appartenant à la famille des urées substituées.
Cet herbicide est absorbé par les racines et les feuilles et agit comme inhibiteur de la photosynthèse.
En France, les seuls usages rapportés pour l’isoproturon sont liés à l’action herbicide dans le domaine agricole, sur les cultures de blé tendre d’hiver, de lavandes et lavandins, de graminées fourragères, d’orge et de seigle d’hiver. Selon une estimation, sa consommation en France est de plus de mille tonnes par an, ce qui le classe parmi les quinze produits phytosanitaires les plus employés dans le pays. Cependant, sa consommation tend à diminuer dans les prochaines années car elle est inscrite dans un plan interministériel qui vise à réduire la quantité de pesticides.

## Présence dans l'environnement

### Air et sols
Il y a peu de chances de retrouver l’isoproturon dans l’air puisque sa pression de vapeur est faible (3,3 µPa à 22 °C). Comme il subit des dégradations à la fois enzymatiques et lumineuses, il est aussi considéré comme non persistant dans les sols (DT50 = 23 jours en champs et DT90 = 51 jours).

### Eau
Les eaux naturelles peuvent se retrouver contaminées par de l’isoproturon provenant de différentes sources agricoles.
Tout d’abord, cet herbicide est modérément soluble dans l’eau : 70 mg·l-1 à 20 °C. Par contre, il s’hydrolyse très lentement : il est donc persistant dans l’eau (DT50 = 1 560 jours à 20 °C et à pH 7).

### Nourriture
Aucune étude n’a, pour l’instant, prouvé le transfert d’isoproturon de la surface des aliments à l’intérieur de ces derniers. Il est juste donc conseillé de bien laver les aliments avant consommation.

## Écotoxicité
Les effets globaux sur les écosystèmes, la faune, l'être humain sont moins connus que les effets sur la flore.
L’isoproturon est toxique pour les organismes aquatiques et peut entraîner des effets néfastes à long terme pour l'environnement aquatique.
De plus, sa toxicité pourrait avoir été sous-estimée en raison du fait qu'il altère la photosynthèse et que les tests sont faits à la lumière.

### Faune
Il présente une toxicité alimentaire pour les oiseaux et un risque sur la reproduction de ces derniers par la voie alimentaire (graines traitées par de l’isoproturon par exemple).
Il est également toxique de façon aiguë pour les organismes aquatiques pour des concentrations allant de 18 mg·l-1 à 54 mg·l-1 selon des études sur différentes espèces. En particulier, dès 1 mg·l-1 (concentration que l’on peut retrouver de façon régulière dans les eaux de surface), une toxicité chronique a été notée chez certains poissons (sur 21 jours).
Il est hautement toxique pour les abeilles (DL50 Contact : 200 µg/abeille - DL50 Orale : 195 µg/abeille sur une durée de 48 heures).

### Flore
Par exemple, il présente une toxicité aiguë pour les algues de 0,013 mg·l-1 (72 heures, EC50, croissance).
Il limite la croissance de certaines plantes aquatiques (CEb50 : 0,013 mg·l-1 à CEb50 : 0,035 mg·l-1 sur 72 heures sur 4 espèces différentes).

### Effets sur les mammifères et l'être humain
L’isoproturon ne présente pas un potentiel de bio-accumulation.
À court terme, des études sur le chien et le rat ont révélé des dégénérescences hépatocytaires, réduction du taux global de protéines, augmentation de l’activité enzymatique et autres méfaits.
À long terme, on constate chez le rat une augmentation du poids du foie. Le taux de cholestérol augmente également ainsi que les dégénérescences hépatocytaires. On remarque également une baisse de l’alimentation et de la concentration hémoglobine.
L’isoproturon fait partie de la catégorie C3 de la classe CMR (selon le site internet Agritox). Des effets cancérogènes sont suspectés : dans une étude de deux ans sur le rat, des tumeurs au foie ont été relevées. On manque encore de données sur l’être humain.
(Données numériques issues du site Agritox).

## Réglementation
Sur le plan de la réglementation des produits phytopharmaceutiques :
- pour l’Union européenne : cette substance active est inscrite à l’annexe I de la directive 91/414/CEE par la directive 2002/18/CE ;
- pour la France : cette substance active n' est plus autorisée à la vente. Les produits en contenant n'ont plus d'autorisation de mise sur le marché[5].

Au Canada, une valeur guide de 9 μg·l-1 (site de l’OMS) a été proposée pour les ressources en eau. Par valeur guide, on entend une valeur de référence recommandée par une autorité sans obligation légale : il s’agit d’un objectif à essayer d’atteindre.
| Niveau de traitement des eaux | Substance active individuelle (y compris les produits de dégradation) (en μg/L) | Somme des substances actives (en μg/L) |
| --- | ------------------------------------------------------------------------------- | -------------------------------------- |
| Eau pouvant être distribuée sans traitement spécifique d'élimination des pesticides                                                       | ≤ 0,1                                                                           | ≤ 0,5                                  |
| Eau nécessitant un traitement spécifique d'élimination des pesticides avant distribution                                                  | 0,1 < teneur < 2                                                                | 0,5 < teneur < 5                       |
| Eau ne pouvant être utilisée qu'après l'autorisation du ministère chargé de la santé, et après un traitement d'élimination des pesticides | > 2                                                                             | > 5                                    |

En France, l’isoproturon a été mesuré dans des cours d’eau à 20 stations différentes en 2006 :
- concentration minimale : 2 μg·l-1 ;
- concentration médiane : 3,6 μg·l-1 ;
- concentration maximale : 61 μg·l-1.

## Méthodes d'analyse de l'isoproturon
Ces méthodes portent essentiellement sur l’isoproturon dans des échantillons aqueux. Différentes méthodes existent actuellement. En voici une à portée environnementale puisqu’elle permet d’analyser la présence d’isoproturon (et d’une dizaine d’autres pesticides) dans des échantillons aqueux de 1 L.

### Échantillonnage
Les échantillons aqueux sont prélevés dans des bouteilles en verre de 1 L, de 20 à 50 cm sous la surface de l’eau. Ils sont par la suite filtrés au travers d’une membrane avec des pores de 0,45 μm. Ils sont amenés au laboratoire le même jour. Entre le jour d’échantillonnage et l’extraction, ils sont conservés à 48 °C dans le noir. L’extraction doit avoir lieu dans les 7 jours maximum suivant le jour d’échantillonnage.

### Méthode d'extraction
Pour cela, on utilise des cartouches SPE de type C18. Les cartouches sont conditionnées par :
- 3x2 mL de dichlorométhane ;
- 3x2 mL de méthanol ;
- 3x2 mL d’eau.

Les échantillons aqueux sont ensuite passés dans la cartouche avec un débit de 10 mL/min, à une pression de 75 mmHg, soit 34 hPa. La colonne SPE est lavée par un mélange méthanol/eau (5:95 en volume) puis séchée pendant 1 min. Elle est ensuite éluée par 5 mL de méthanol.

### Méthode analytique
Une chromatographie en phase liquide à haute performance (HPLC), couplée à un détecteur DAD, est utilisée pour analyser les échantillons dissous dans le méthanol. Les conditions d’analyse sont :
- utilisation d’une pompe quaternaire avec un dégazeur et débit de 1 mL/min ;
- volume d’injection : 20 µL ;
- utilisation d’une colonne C18 (diamètre des pores : 5 μm ; 150 mm x 4,6 mm) ;
- température : 22 ± 1 °C ;
- longueur d’onde : 212 nm ;
- utilisation d’un solvant eau/acétonitrile (ACN) et d’un gradient pour l’élution[10] :

| 0 min  | 30 % ACN                   |
| 30 min | Linéaire jusqu'à 76 % ACN  |
| 35 min | Linéaire jusqu'à 100 % ACN |
| 45 min | 100 % ACN isocratique      |
- pour la calibration, on utilise une gamme de solutions avec de l’isoproturon standard dans du méthanol. Les concentrations varient de 0,1 μg·l-1 à 50 μg·l-1). Les concentrations de ces solutions sont mesurées dans les mêmes conditions que les échantillons.

### Résultats
| Temps de rétention (min) | 9,501–9,575 |
| LOD (μg/L)               | 0,10        |
| LOQ (μg/L)               | 0,30        |
| r                        | 1,0000      |

La limite de détection (LOD) et la limite de quantification (LOQ) ont été calculées selon les formules suivantes :
- LOD = 3,3 (σ/S)
- LOQ = 10 (σ/S)

avec :
σ, l'écart type de la réponse ;
S, la pente de la courbe de calibration.

### Conclusion
Cette méthode est donc bien adaptée pour mesurer la quantité d’isoproturon dans des échantillons aqueux.
Elle permet ainsi de détecter dans l’eau la présence d’isoproturon et de vérifier que les normes fixées ne soient pas dépassées, ou de prendre les mesures nécessaires pour préserver la santé des êtres humains et de l’environnement.